# 1920
1920 (MCMXX) var ett skottår som började en torsdag i den gregorianska kalendern och ett skottår som började en onsdag i den julianska kalendern.

## Händelser

### Januari

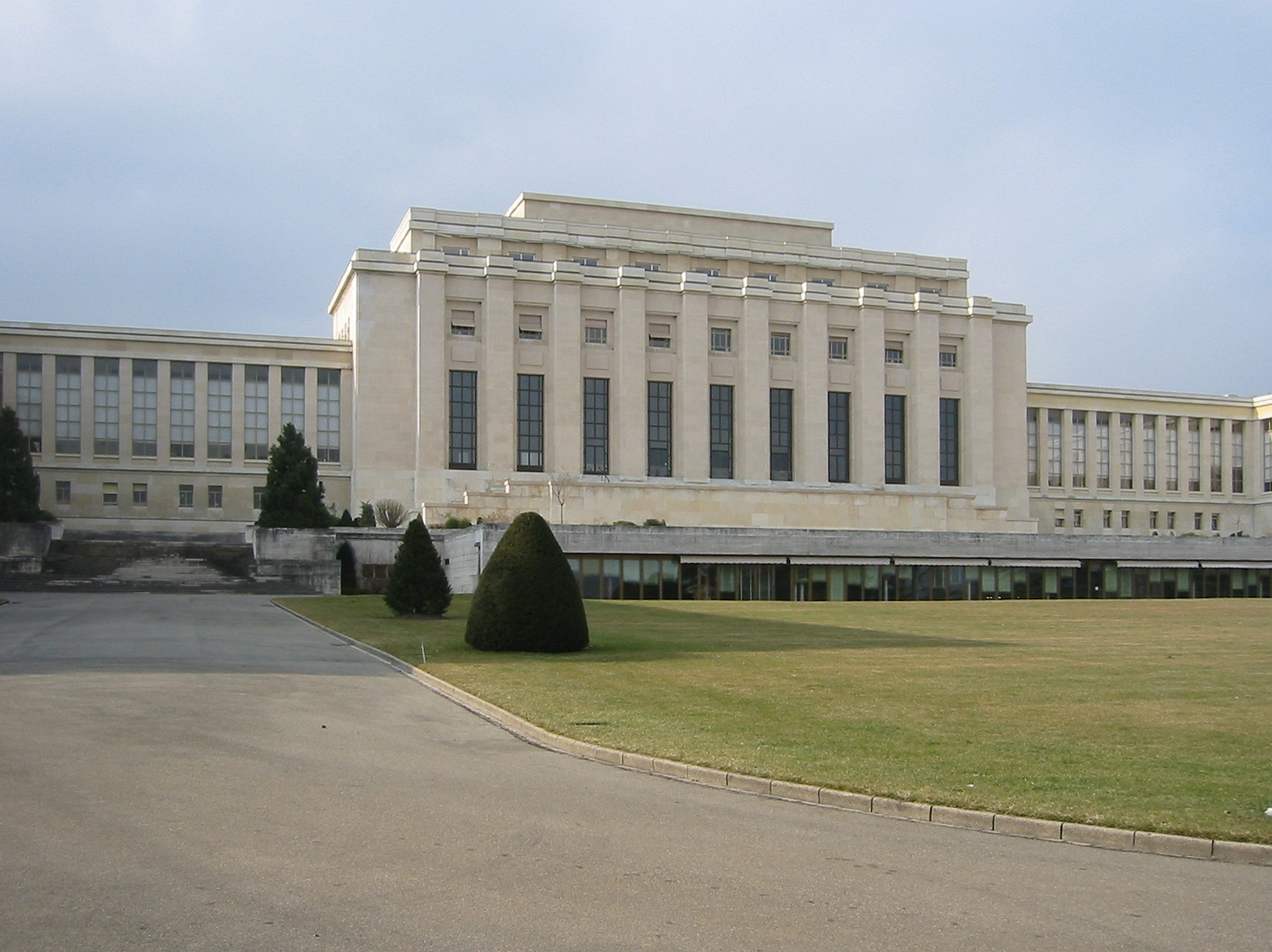
Nationernas förbund.

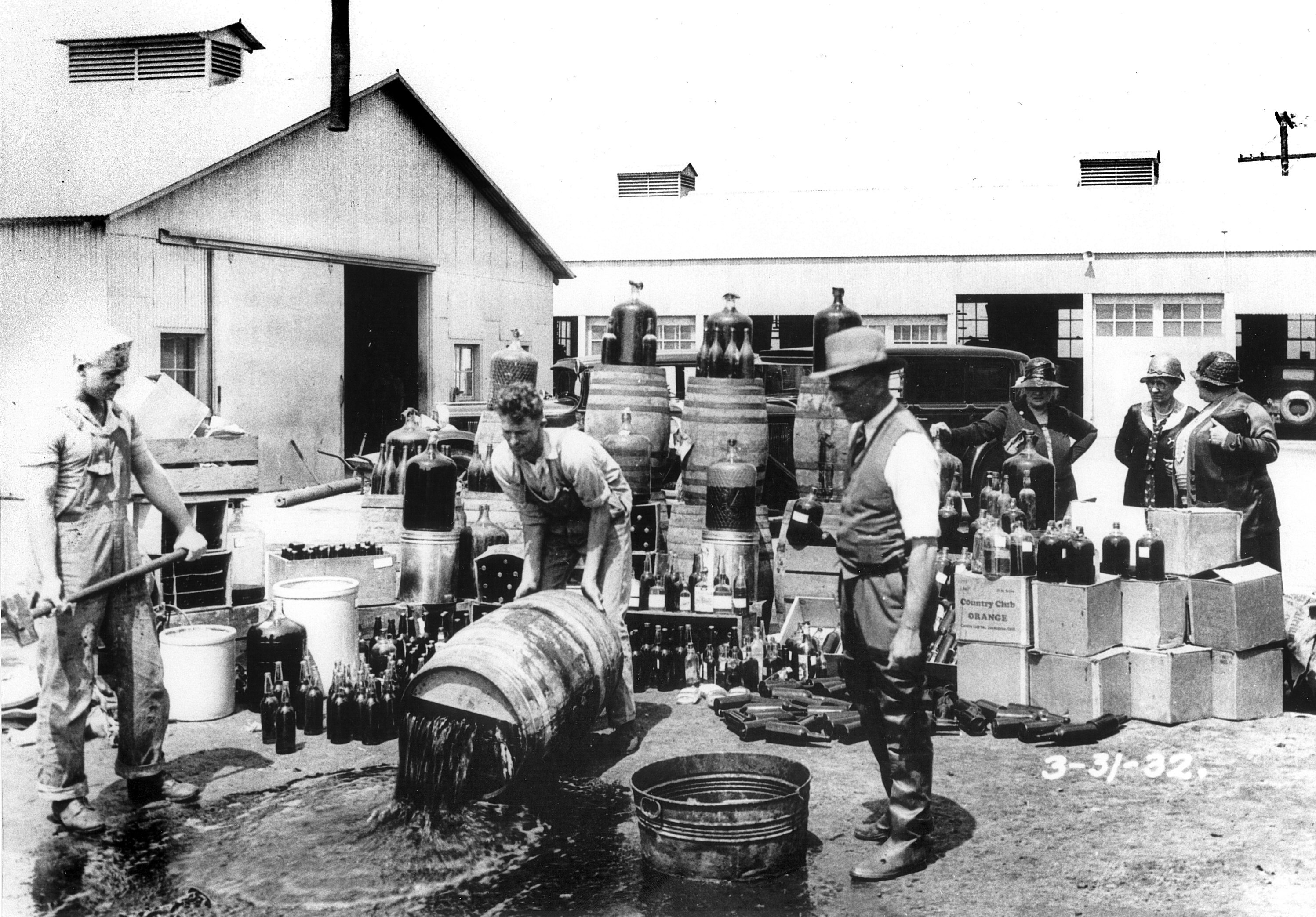
Förbudstiden påbörjas.

- Januari – De amerikanska soldater som 1918 landsteg i Vladivostok, Ryssland vänder hemåt igen [1].
- 1 januari – Alkoholransonering med motbok införs i hela Sverige med 4 liter sprit i månaden som maximalranson, men många får nöja sig med mindre [2]. Alla kunder på Systembolaget måste nu ha en bok där alla köp registreras [3]. Kvinnor får mindre [4].
- 2 januari – 10 000 fackligt anslutna och socialistorganisatörer arresteras vid en razzia i Palmer, USA.
- 10 januari – NF:s stadga träder i kraft [5].
- 11 januari – Demokratiska republiken Azerbajdzjan erkänns de facto av de Europeiska makterna i Versailles.[6]
- 13 januari – En massdemonstration med omkring 100 000 deltagare anordnas av de vänsterradikala partierna USPD och KPD utanför Riksdagshuset i Berlin, i samband med nationalförsamlingens debatt av lagen om arbetarrepresentation. Efter handgripligheter skjuter skyddsvakterna mot folkmassan, med 42 döda och över 100 skadade som följd.
- 16 januari – NF håller sitt första sammanträde i Paris [2].
- 17 januari – Totalförbud mot tillverkning och försäljning av alla alkoholhaltiga drycker, även öl, införs i USA [2]. Något som banar väg för gangstersyndikaten.
- 25 januari – Den nybildade svenska föreningen Rädda Barnen anordnar "linnesöndag" till förmån för Wiens frysande och sjuka barn [3].

### Februari
- 14 februari – De svenska lant- och sjöförsvarsdepartementen sammanslås till ett försvarsdepartement under en försvarsminister [7].
- 16 februari – USA skickar marinsoldater till Ryssland för att skydda amerikansk radiostation och egendom på en rysk ö i Vladivostokviken [1].
- 24 februari
  - Propagandachefen Adolf Hitler lägger fram tyska arbetarpartiets program i en ölhall i München [2]. Här finns krav på Versaillesfördragets upphävande, Tysklands upprustning, det stortyska livsrummet och den germanska rasens ledarställning.
  - Storbritanniens parlament får sin första kvinnliga ledamot.
- 26 februari – Norge beslutar att gå med i NF [5].
- 27 februari – Danmark beslutar att gå med i NF [5].

### Mars

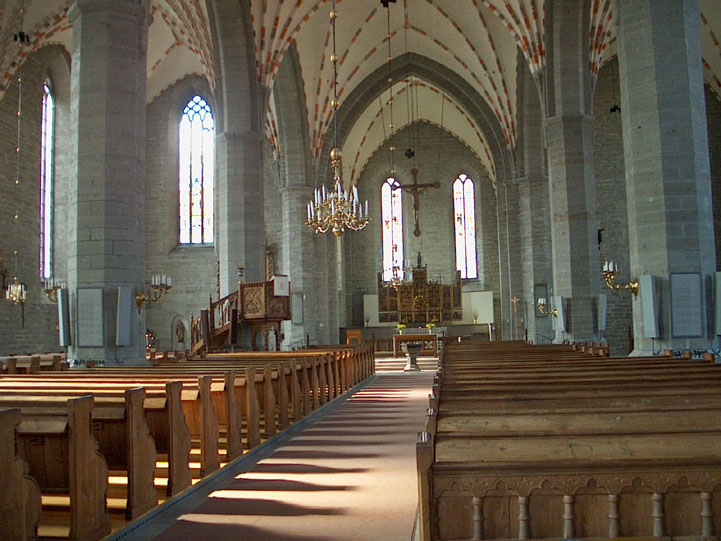
Societas Sanctæ Birgittæ

- 1 mars – Mahatma Gandhi inleder sin icke-våldskampanj för självständighet i Brittiska Indien [2].
- 4 mars – Sveriges riksdag beslutar att Sverige skall gå med i NF [2], trots farhågorna för möjligheten att bibehålla neutraliteten [7]. Högern och kommunisterna är emot anslutningen.
- 6 mars – Nils Edéns svenska koalitionsregering med liberaler och socialdemokrater spricker som en följd av inre motsättningar [2], och Hjalmar Branting kan bilda Sveriges första rent socialdemokratiska regering [7]. Hjalmar Brantings regering är i minoritet, och kan inte driva någon "ytterlighetspolitik".
- 10 mars – Nils Edén avgår som svensk statsminister och efterträds av Hjalmar Branting [4] som ger garantier till kungen angående socialisering och försvar. Brantings ministär blir Europas första parlamentariskt valda socialdemokratiska regering.
- 12–17 mars – Högerextrema frikårer i Tysklands huvudstad Berlin utför den så kallade Kappkuppen mot republiken, men misslyckas [2].
- 14 mars – USA skickar soldater till Kina för att under några timmar skydda liv under oroligheter i  Kiukiang pågår [1].
- 17 mars – Sveriges riksbanks skyldighet att växla in sedlar mot guld på begäran avskaffas [2].
- 23 mars – Societas Sanctæ Birgittæ grundas i S:ta Gertruds kyrka i Stockholm.
- Våren – Priserna faller kraftigt i Sverige och deflationskrisen är ett faktum.

### April

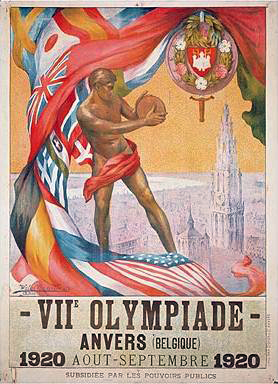
Olympiska sommarspelen 1920.

- 9–27 april – USA skickar soldater till Guatemala för att skydda amerikanska legationen och intressen, som telegrafstationen, under stridigheter mellan unionsvänner och Guatemalas regering [1].
- 1 april
  - Adolf Hitler lämnar sin tjänst som militär för att ägna sig åt politiken på heltid.
  - Sverige avskaffar guldmyntfoten.
  - En skofabrik i South Braintree, Massachusetts rånas, varvid en kassör och en vaktmästare skjuts ihjäl, och Sacco och Vanzetti grips av polisen [4].
- 17 april – I Sverige blir gift kvinna myndig och slipper ha maken som förmyndare när Sveriges riksdag antar den nya giftermålsbalken [2], som ersätter den gamla i 1734 års lag och gör den svenska kvinnan helt jämställd med mannen inom äktenskapet [7]. Det blir också lättare att skiljas.
- 20 april – De sjunde moderna olympiska spelen i Antwerpen tjuvstartar med den första olympiska ishockeyturneringen, där bland annat ett svenskt lag bestående av bandyspelare deltar [2].
- 28 april – Tysklands riksdag beslutar att införa en 4-klassig, i vissa delstater 6-klassig, grundskola ("Grundschule") som den tyska folkskolans lägre klasser. Den blir bottenskola för alla barn i Tyskland, och därefter börjar parallellskolsystemet där de får välja om de vill fortsätta folkskolan eller gå vidare till läroverk.
- 30 april – Finlands regering beslutar om självstyre för Åland [5].

### Maj
- 7 maj – Ryssland erkänner Georgien.[8]
- 13 maj – Kronprinsessan Margareta jordfästs i Storkyrkan i Stockholm, omkring 100 000 personer kantar begravningstågets väg [3].
- 18 maj –  En kyrkbåt kantrar under en skolutflykt på Säkkijärvi sjö i Finland. 31 skolbarn och 2 vuxna drunknar [9].
- 30 maj – Jeanne d’Arc helgonförklaras.

### Juni

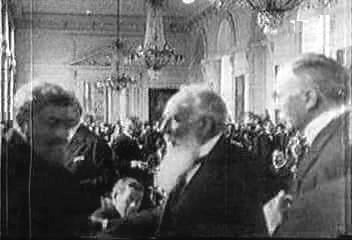
Trianonfördraget.

- 1 juni – Nobelfesten firas för första gången sedan 1913, och enda gången under svenska sommaren (1999) [7]. Flera pristagare som tilldelats pris under krigsåren kommer för att hämta sina priser [3].
- 4 juni – Trianonfördraget, där Ungern avträder områden till Tjeckoslovakien, Jugoslavien, Rumänien, Italien och Österrike, undertecknas.
- 6 juni – 8th Conference of the International Woman Suffrage Alliance äger rum i Geneve.
- 13 juni – Amerikanska posten beslutar att barn inte får skickas via postpaket.[10]
- 13 juni – Albaniens före detta premiärminister Essad Pascha Toptani mördas i Paris.[11]
- 24 juni – Den svenska regeringen hänskjuter tvisten om Ålands nationella tillhörighet till NF [7].

### Juli
- Juli – Elsa Andersson blir den första svenska kvinnan som får flygcertifikat [4].
- 1 juli
  - Det svenska handelsdepartementet upprättas.
  - Det svenska civildepartementet uppdelas i social- och kommunikationsdepartementen [12].
- 4 juli – Vid Wimbledonturneringens herrsingelfinal vinner William "Bill" Tilden, USA medan Suzanne Lenglen, Frankrike vinner damklassen [2].
- 10 juli – Slesvigsk parti bildas i Danmark
- 12 juli – Ryssland erkänner Litauen.[13]
- 15 juli – Brittiska skonaren Shamrock IV vinner årets America's Cup vid seglingar utanför New Jersey [4].
- 23 juli – Franska soldater ockpuerar Damaskus och avsätter kung Faisal I av Syrien.[14]
- 30 juli–8 augusti – Scouterna håller första världsjamboreen i Olympia, London.[15]

### Augusti
- 2 augusti – Internationella domstolen i Haag upprättas [5].
- 3 augusti – Storbritannien skickar soldater till Irland där IRA startat gerillakrig och tagit kontrollen över stora delar av ön [4].
- 10 augusti – Freden i Sèvres sluts på slottet i Sévres, vilket innebär det osmanska rikets definitiva förlust i första världskriget. Osmanerna förlorar en tiondel av sin tidigare yta [2] och tvingas avstå alla områden utanför Anatolien med undantag endast av Konstantinopel.
- 11 augusti – Ryssland erkänner Lettland.[16]
- 12 augusti – Sveriges första flygpostlinje startar.
- 14 augusti – De sjunde olympiska sommarspelen invigs i svårt krigsskadade Antwerpen [2]. Sverige har stått utanför kriget, och skördar bland annat framgångar i längdhopp (guld), släggkastning (silver) och konståkning (guld) [3].
- 28 augusti – Allmän rösträtt för kvinnor införs över hela USA [2]. Vissa amerikanska delstater införde rösträtten redan 1869.

### September
- 1 september
  - Libanon bryts ur Syrien [5].

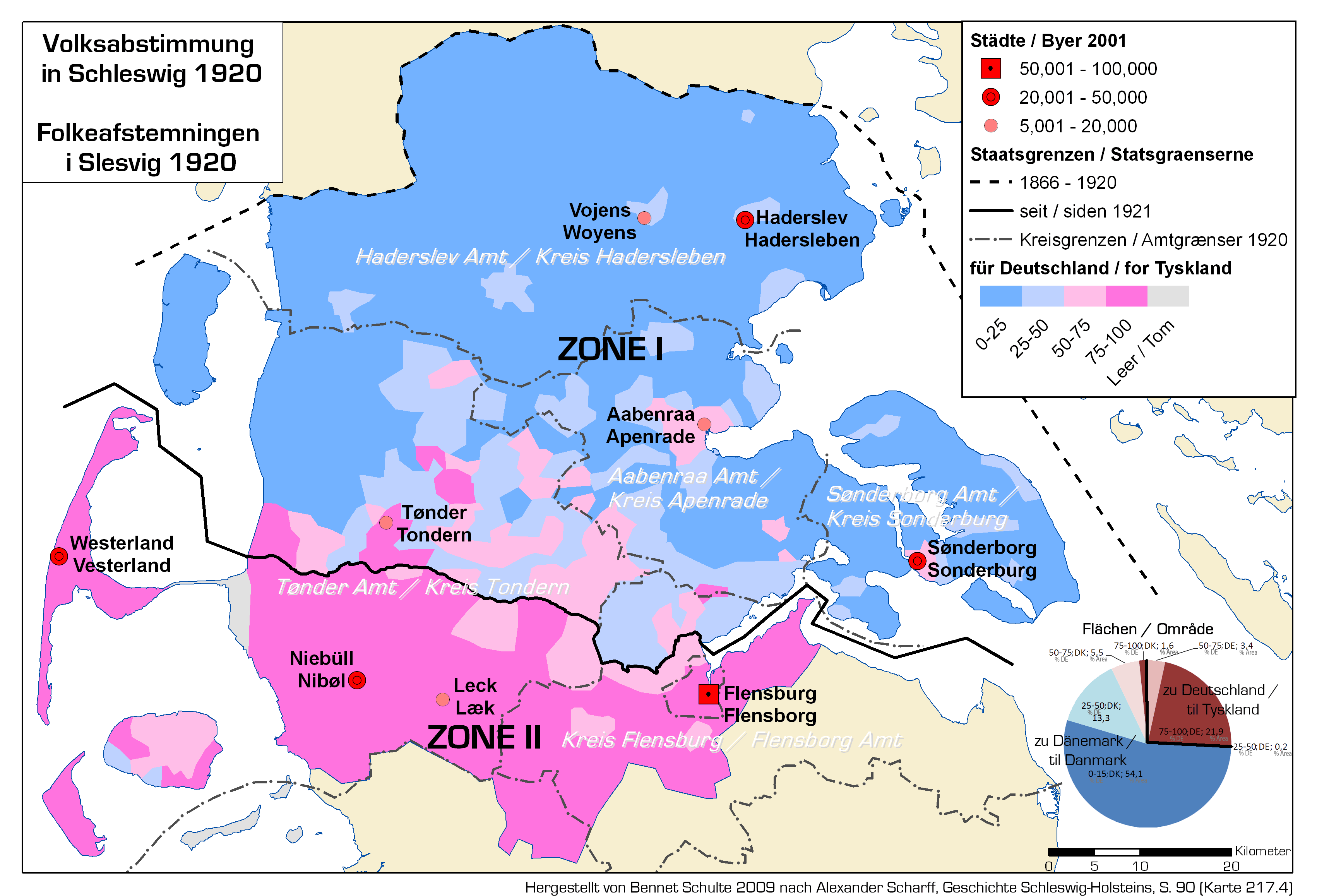
Folkomröstningen om Slesvig

  - Gabriele D’Annunzio utropar Fristaten Fiume [4].
- 6 september – En folkomröstning om ändring av 1915 års grundlag hålls i Danmark.
- 15 september – En luftpostlinje mellan Sverige och Storbritannien (Stockholm–London) öppnas via Hamburg och Amsterdam med Hermann Göring som pilot [7].
- 28 september – Högern går framåt och Socialdemokraterna tillbaka i det sista svenska andrakammarvalet enligt den gamla ordningen, och Socialdemokraterna lämnar kort därefter regeringsmakten [2].
- Hösten – Den svenska regeringen tillsätter utredningar om socialiseringar och industriell demokrati.

### Oktober
- 1 oktober – Staden Berlin slås ihop med ett stort antal förstäder och omkringliggande kommuner och bildar Stor-Berlin, en av världens största städer vid denna tid.
- 14 oktober – Finland och Ryssland sluter fred i Dorpat [5].
- 22 oktober – En expeditionsministär tilltäder i Sverige [7]. Hjalmar Brantings socialdemokratiska regering lämnar in sin avskedsansökan efter svår förlust i det senaste svenska andrakammarvalet [4]. Inget annat parti är berett att regera, och en expeditionsministär med Louis De Geer d.y. kan tillträda.
- 27 oktober – Hjalmar Branting avgår som svensk statsminister och Louis De Geer d.y. (obunden liberal) bildar ny regering (mer eller mindre mot sin vilja).

### November
- 2 november

Presidentval i USA.

- - Republikanen Warren G. Harding besegrar demokraten James M. Cox vid presidentvalet i USA.
  - KDKA, världens första radiostation, öppnar i Pittsburgh, USA.
- 3 november – Sigfrid Siwertz' roman Selambs utkommer [7].
- 8 november – Mauritz Stillers komedi Erotikon har premiär  [3].
- 15 november – NF:s delegerade församling sammanträder för första gången i Genève [5]. Delegater från 42 länder deltar.
- 16 november Flygbolaget Qantas grundas.
- 20 november – IRA-män dödar 15 brittiska agenter i Dublin [4].
- 21 november – Över 70 skadas eller dödas då brittiska soldater öppnar eld vid en idrottsarena i Dublin [4].

### December
- December
  - Agatha Christie ger ut romanen En dos stryknin [4].
  - Svenska skivbarometern toppas av låten Dardanella spelad av Ben Selvin's Novelty Orchestra, vilken banar väg för jazzmusikens genombrott även i Sverige. Detta är den första amerikanska skivinspelningen som blir storsäljare i Sverige.
- 10 december – Knut Hamsun från Norge får Nobelpriset i litteratur [3].
- 14 december – Storbritanniens parlament antar en lag om irländskt självstyre, och ön delas i en katolsk och en protestantisk del [2].
- 16 december – omkring 200 000 personer omkommer vid jordbävningen i Haiyuan i Gansu, Kina [17].

### Okänt datum
- USA tar hem de soldater man 1918 skickade till Panama [1].
- Johan Andersson blir partiledare för Bondeförbundet
- Sveriges socialdemokratiska kvinnoförbund bildas. Anledningen till, att det inte skett tidigare är arbetarrörelsens motstånd mot kvinnliga särorganisationer.
- Den svenska brödransoneringen upphör.
- Den svenska regeringen sluter handelsavtal och upprättar diplomatiska förbindelser med Sovjetryssland.
- Ett nytt försvarsbeslut minskar övningstiden för svenska värnpliktiga från 240 till 165 dagar.
- Lag om enhetlig standard för svenska sjuksköterskeskolor införs.
- Den obligatoriska svenska sjukförsäkringen för olycksfall i arbetet utvidgas till att gälla även på väg till eller från arbetet.
- Sveriges folkmängd passerar 6 miljoner.
- Mjölby, Vetlanda och Värnamo får stadsprivilegier.
- Folkskolans högre avdelning (klass 7 och klass 8) organiseras om i Stockholm i Sverige och blir istället en påbyggnad med teknisk utbildning i Engelbrekt och Maria, hushållsteknisk i Adolf Fredrik och Maria samt handelsutbildning i Adolf Fredrik, Klara och Sofia.
- I Sverige slås Folkskoleöverstyrelsen, bildad 1914, samman med den 1905 bildade Läroverksöverstyrelsen, samman till "Skolöverstyrelsen" (SÖ).[18]
- Husagan i Sverige, som avskaffades 1858 mot vuxna, avskaffas helt, så att även flickor under 16 och pojkar under 18 befrias från den.[19]
- I Köpenhamn har antalet husassistenter sjunkit från 24 000 runt år 1900.[20] till cirka 19 000.[21]
- Kvinnoorganisationen Syndesmos gia ta Dikaiomata tis Gynaikas bildas.
- Hålkort införs i Sverige med SKF som föregångare.[22]
- Sveriges Verkstädes Tjänstemannaförening bildas.[22]
- KF infogar alla distrikt och föreningar i KF:s revisionssystem.[23]
- USA:s jordbruksdepartement uppmanar farmarna att odla cannabis, främst marijuana.[24]

## Födda

### Första kvartalet

#### Januari
- 1 januari – Osvaldo Cavandoli, italiensk tecknare. (död 2007)
- 2 januari – Isaac Asimov, rysk–amerikansk författare. (död 1992)
- 3 januari – Siegfried Buback, tysk jurist. (död 1977)
- 9 januari – Clive Dunn, brittisk skådespelare. (död 2012)
- 12 januari – Carl-Axel Elfving, svensk skådespelare. (död 1988)
- 13 januari
  - Knut Nordahl, svensk fotbollsspelare. (död 1984)
  - Bert Sorbon, svensk inspicient och skådespelare. (död 1984)
- 15 januari – Pamela Cundell, brittisk skådespelare. (död 2015)
- 19 januari – Javier Pérez de Cuéllar, peruansk diplomat och politiker, FN:s generalsekreterare 1982–1991. (död 2020)
- 20 januari
  - Federico Fellini, italiensk filmregissör och komiker. (död 1993)
  - DeForest Kelley, amerikansk skådespelare. (död 1999)
- 22 januari
  - Irving Kristol, amerikansk politisk författare och professor. (död 2009)
  - Chiara Lubich, italiensk grundare av Focolare. (död 2008)
  - Alf Ramsey, brittisk fotbollsspelare och tränare, förbundskapten för Engelska fotbollslandslaget 1963–1974. (död 1999)
- 29 januari – Peter Celsing, svensk arkitekt [7]. (död 1974)
- 31 januari – Stewart Udall, amerikansk politiker, inrikesminister 1961–1969. (död 2010)

#### Februari
- 3 februari – Gunnar Svensson, svensk kompositör, pianist och sångare. (död 1995)
- 4 februari – Sten Sture Modéen, svensk skådespelare och kortfilmsregissör. (död 2000)
- 8 februari
  - Bengt Ekerot, svensk skådespelare och regissör. (död 1971)
- 22 februari – Torsten Gustafsson, svensk politiker, försvarsminister 1981–1982. (död 1994)
- 23 februari – Henry Lindblom, svensk sångare, skådespelare och TV-man. (död 1980)
- 26 februari
  - Lennart Palme, svensk manusförfattare och reklamkonsult. (död 1995)
  - Tony Randall, amerikansk skådespelare. (död 2004)
- 28 februari – Alf Kjellin, svensk skådespelare och filmregissör. (död 1988)

#### Mars
- 3 mars – James Doohan, kanadensisk skådespelare och författare. (död 2005)
- 5 mars – Del Latta, amerikansk republikansk politiker, kongressledamot 1959–1989. (död 2016)
- 8 mars – Eva Dahlbeck, svensk skådespelare och författare. (död 2008)
- 10 mars – Boris Vian, fransk ingenjör, författare och jazztrumpetare. (död 1957)
- 11 mars – Nicolaas Bloembergen, amerikansk fysiker, nobelpristagare. (död 2017)
- 14 mars – Anders Börje, svensk sångare, kompositör och skådespelare. (död 1982)
- 16 mars
  - Traudl Junge, Adolf Hitlers privatsekreterare 1942–1945. (död 2002)
  - Leo McKern, australisk skådespelare. (död 2002)
- 18 mars – Pierre Plantard, fransk bluffmakare, grundade det hemliga sällskapet Prieuré de Sion. (död 2000)
- 20 mars – Lennart Landheim, svensk filmproducent och inspicient. (död 1991)
- 26 mars – Börje Nyberg, svensk skådespelare, regissör och manusförfattare. (död 2005)
- 27 mars – Carl-Henrik Norin, svensk kapellmästare, musikarrangör, kompositör och jazzmusiker (tenorsaxofon). (död 1967)
- 30 mars – Jan Olof Olsson, svensk journalist och författare[7]. (död 1974)

### Andra kvartalet

#### April
- 1 april
  - Liane Linden, svensk skådespelare. (död 2014)
  - Toshirô Mifune, japansk skådespelare. (död 1997)
  - Susanna Östberg, svensk skådespelare och sångare. (död 2020)
- 2 april – Jan Molander, svensk skådespelare och regissör. (död 2009)
- 7 april
  - Monica Schildt, finlandssvensk skådespelare. (död 2016)
  - Ravi Shankar, indisk sitarspelare. (död 2012)
- 8 april – Charlotte Dittmer, svensk skådespelare. (död 1999)
- 9 april – Jorge Pacheco Areco, uruguayansk politiker, president 1967–1972. (död 1998)
- 10 april – Ingrid Schrewelius, svensk modejournalist och TV-medarbetare. (död 2005)
- 11 april – Peter O'Donnell, brittisk författare, skapare av Modesty Blaise. (död 2010)
- 17 april – Bengt Anderberg, svensk författare. (död 2008)
- 18 april – Nils Hansén, svensk kompositör, musikarrangör och kapellmästare. (död 1997)
- 19 april
  - Nils Ahlroth, svensk skådespelare och revyartist. (död 1991)
  - Marvin Mandel, amerikansk demokratisk politiker, guvernör i Maryland 1971–1979. (död 2015)
- 21 april – Anselmo Duarte,  brasiliansk skådespelare, manusförfattare och filmregissör. (död 2009)
- 26 april – Maud Hyttenberg, svensk skådespelare. (död 2009)
- 28 april – Ann-Margret Bergendahl, svensk skådespelare. (död 2014)

#### Maj
- 1 maj – Magnus von Platen, svensk litteraturvetare och författare. (död 2002)
- 5 maj – Bengt Brunskog, svensk skådespelare. (död 2000)
- 8 maj – Saul Bass, amerikansk grafisk designer. (död 1996)
- 9 maj – Richard Adams, brittisk författare. (död 2016)
- 10 maj – Eva Henning, svensk skådespelare. (död 2016)
- 15 maj – Nasrallah Sfeir, libanesisk patriark av Antiochia i Maronitiska kyrkan. (död 2019)
- 16 maj – Ingrid Backlin, svensk skådespelare. (död 2013)
- 18 maj – Johannes Paulus II, född Karol Józef Wojtyła, påve 1978–2005. (död 2005)
- 24 maj – Friedrich Karl Klausing, tysk militär. (död 1944)
- 26 maj
  - Peggy Lee, amerikansk sångerska och skådespelare. (död 2002)
  - Rolf "Rulle" Lövgren, svensk revyartist. (död 2003)

#### Juni
- 5 juni – Cornelius Ryan, amerikansk krigskorrespondent och författare. (död 1974)
- 11 juni – Majken Cullborg, svensk författare och översättare. (död 2006)
- 14 juni – Lennart Nyberg, svensk skådespelare. (död 1996)
- 18 juni – Mario Beccaria, italiensk politiker. (död 2003)
- 29 juni – Ray Harryhausen, amerikansk filmregissör och producent. (död 2013)
- 30 juni – Zeno Colò, italiensk alpin skidåkare. (död 1993)

### Tredje kvartalet

#### Juli
- 1 juli – Harold Sakata, amerikansk skådespelare. (död 1982)
- 2 juli – Stefan Dahlén, svensk musiker. (död 1986)
- 5 juli – Barbro Ribbing, svensk skådespelare. (död 2004)
- 8 juli – Godtfred Kirk Christiansen, skaparen av Lego. (död 1995)
- 14 juli – Shankarrao Chavan, indisk politiker. (död 2004)
- 17 juli – Nils Bohlin, svensk ingenjör och uppfinnare. (död 2002)
- 20 juli – Elliot Richardson, amerikansk republikansk politiker. (död 1999)
- 21 juli
  - Constant Nieuwenhuys, nederländsk målare. (död 2005)
  - Isaac Stern, amerikansk violinist. (död 2001)
- 23 juli – Claes Falkenberg, svensk skådespelare. (död 2006)
- 25 juli
  - Jan Erik Lindqvist, svensk skådespelare. (död 1988)
  - David P. Buckson, amerikansk republikansk politiker, guvernör i Delaware 1960–1961. (död 2017)
  - Rosalind Franklin, brittisk kemist. (död 1958)

#### Augusti
- 2 augusti – Louis Pauwels, fransk journalist och författare. (död 1997)
- 7 augusti – Harry Arnold, svensk kapellmästare och kompositör, arrangör av filmmusik. (död 1971)
- 17 augusti – Maureen O'Hara, irländsk-amerikansk skådespelare. (död 2015)
- 18 augusti – Shelley Winters, amerikansk skådespelare. (död 2006)
- 21 augusti – Hans Ullberg, svensk skådespelare. (död 1996)
- 22 augusti
  - Ray Bradbury, amerikansk författare. (död 2012)
  - Wolfdietrich Schnurre, tysk författare. (död 1989)
- 24 augusti – Rolf Zetterström, svensk professor och läkare. (död 2011)
- 26 augusti – Arne Andersson, svensk skådespelare och operasångare. (död 2003)
- 29 augusti – Charlie Parker, amerikansk jazzsaxofonist. (död 1955)
- 30 augusti – Donald Hewlett, brittisk skådespelare. (död 2011)

#### September
- 1 september – Richard Farnsworth, amerikansk skådespelare. (död 2000)
- 5 september – Sture Djerf, svensk skådespelare, regissör och manusförfattare. (död 1999)
- 14 september – Stellan Agerlo, svensk skådespelare. (död 1987)
- 20 september – Ellen Rasch, svensk balettdansös och skådespelare. (död 2015)
- 23 september – Mickey Rooney, amerikansk skådespelare. (död 2014)
- 27 september – Carlo Alberto dalla Chiesa, italiensk general. (död 1982)
- 25 september – Egon Kjerrman, svensk kapellmästare och kompositör. (död 2007)
- 29 september – William B. Spong, amerikansk demokratisk politiker, senator 1966–1973. (död 1997)
- 30 september – Torbjörn Iwan Lundquist, svensk kompositör. (död 2000)

### Fjärde kvartalet

#### Oktober
- 1 oktober – Walter Matthau, amerikansk skådespelare. (död 2000)
- 4 oktober – Charlie Norman, svensk jazzpianist och underhållare [7]. (död 2005)
- 8 oktober – Frank Herbert, amerikansk science fiction–författare. (död 1986)
- 9 oktober – Carl-Eric Björkegren, svensk affärsman.
- 14 oktober
  - Åke Arenhill, svensk konstnär, kåsör och textförfattare. (död 2018)
  - Cécile Ossbahr, svensk skådespelare. (död 2012)
- 15 oktober – Mario Puzo, amerikansk författare. (död 1999)
- 17 oktober – Miguel Delibes, spansk författare. (död 2010)
- 18 oktober
  - Melina Mercouri, amerikansk-grekisk skådespelare, författare och politiker. (död 1994)
  - Ulf Palme, svensk skådespelare, författare och regissör. (död 1993)
- 22 oktober – Timothy Leary, amerikansk författare, psykolog och drogförespråkare. (död 1996)
- 23 oktober – Kaija Sirén, finländsk arkitekt. (död 2001)
- 31 oktober – Gunnar Gren, svensk fotbollsspelare, en del av trion Gre-No-Li[7]. (död 1991)

#### November
- 7 november – Per-Axel Arosenius, svensk skådespelare. (död 1981)
- 9 november – Björn Holmgren, svensk balettdansör, koreograf och balettpedagog. (död 2016)
- 10 november – Ruth Maier, österrikisk judinna. (död 1942)
- 19 november – Gene Tierney, amerikansk skådespelare. (död 1991)
- 25 november – Ricardo Montalbán, mexikansk skådespelare. (död 2009)
- 29 november – Richard Glazar, tjeckisk överlevare från Treblinka. (död 1997)
- 30 november – Virginia Mayo, amerikansk skådespelare. (död 2005)

#### December
- 4 december – Michael Bates, brittisk skådespelare. (död 1978)
- 6 december – Dave Brubeck, amerikansk jazzpianist och kompositör. (död 2012)
- 18 december – Sven Lampell, svensk flygare och militär. (död 2007)
- 20 december – Väinö Linna, finländsk författare. (död 1992)
- 23 december – Erik Molin, svensk skådespelare. (död 1988)
- 26 december
  - Mary Rapp, svensk skådespelare. (död 1964)
  - Eva Stiberg, svensk skådespelare. (död 1990)
- 29 december – Viveca Lindfors, svensk skådespelare. (död 1995)
- 30 december
  - Jack Lord, amerikansk skådespelare och regissör. (död 1998)
  - Gerd Widestedt, svensk skådespelare. (död 1999)
- 31 december – John Ivar Deckner, svensk dansare, balettmästare och koreograf. (död 2007)

## Avlidna

### Första kvartalet

#### Januari
- 1 januari – Zygmunt Gorazdowski, 74, polskt helgon.
- 6 januari – Hieronymus Georg Zeuthen, 80, dansk matematiker.
- 8 januari – Ezra P. Savage, 77, amerikansk republikansk politiker, guvernör i Nebraska 1901–1903.
- 12 januari – John A. Mead, 78, amerikansk republikansk politiker, guvernör i Vermont 1910–1912.
- 14 januari – John Francis Dodge, 55, amerikansk bilindustripionjär.
- 24 januari – Amedeo Modigliani, 35, italiensk målare, skulptör och tecknare.
- 26 januari – Aleksandr Rediger, 66, rysk militär och skriftställare.

#### Februari

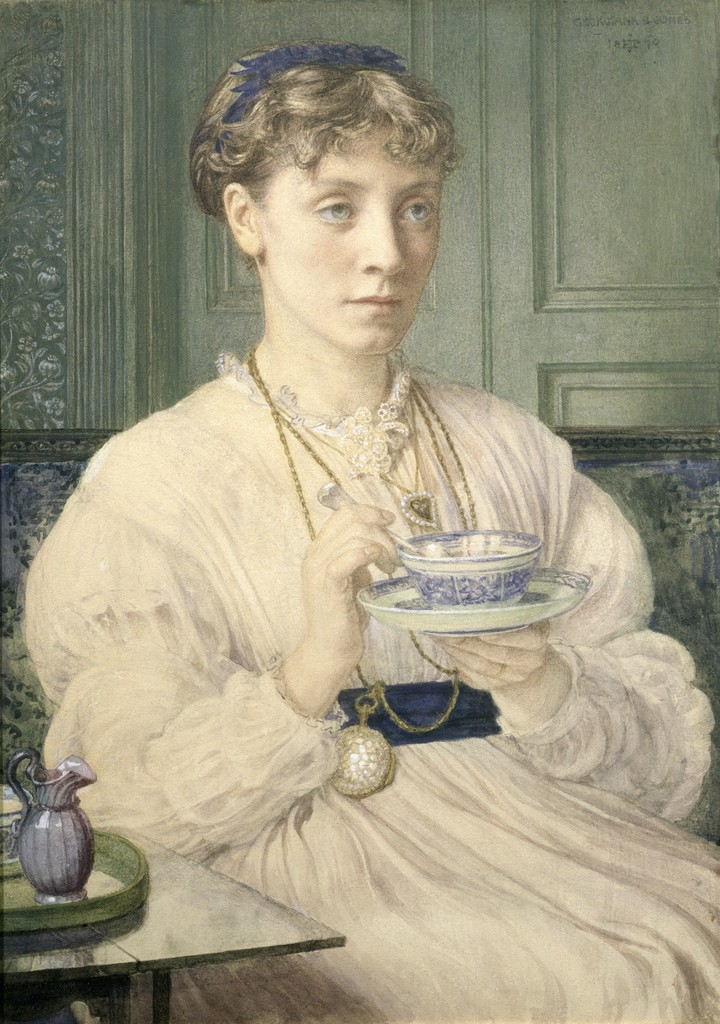
Den brittiska målaren Georgiana Burne-Jones avled den 2 februari, 79 år gammal.

- Den brittiska målaren Georgiana Burne-Jones avled den 2 februari, 79 år gammal.2 februari – Georgiana Burne-Jones, 79, brittisk målare.
- 3 februari
  - Frank Brown, 73, amerikansk demokratisk politiker, guvernör i Maryland 1892–1896.
  - Otto Bütschli, 71, tysk zoolog.
- 4 februari
  - Émile Boudier, 92, fransk mykolog.
  - Asbury Bascom Davidson, 64, amerikansk demokratisk politiker.
- 7 februari – Aleksandr Koltjak, 45, rysk sjömilitär.
- 8 februari
  - Richard Dehmel, 56, tysk poet.
  - Leopold von Schroeder, 68, balttysk indolog.
- 9 februari
  - Friedrich von Beck-Rzikowsky, 89, österrikisk militär.
  - Gerardus Gul, 72, nederländsk biskop.
- 11 februari – Luise Begas-Parmentier, 76, österrikisk målare.
- 12 februari
  - Adolf Frey, 64, schweizisk författare.
  - Émile Sauret, 67, fransk violinist.
- 16 februari – Paul Kempf, 63, tysk astronom.
- 17 februari – Eduard von Knorr, 79, tysk sjömilitär.
- 20 februari – Robert Edwin Peary, 63, amerikansk mariningenjör och upptäcktsresande, upptäckte nordpolen.
- 21 februari – Stella Hohenfels, 65, österrikisk skådespelare.
- 24 februari – Franklin Murphy, 74, amerikansk republikansk politiker, guvernör i New Jersey 1902–1905.
- 25 februari – Marcel Dieulafoy, 75, fransk arkeolog.
- 27 februari
  - William Sherman Jennings, 56, amerikansk demokratisk politiker, guvernör i Florida 1901–1905.
  - Ludwig Rubiner, 38, tysk poet och essäist.
  - Charles A. Talcott, 62, amerikansk demokratisk politiker, kongressledamot 1913–1917.
  - Alexandru Dimitrie Xenopol, 72, rumänsk historiker.

#### Mars
- 14 mars – Henry W. Blair, 85, amerikansk republikansk politiker.
- 22 mars – Nathan Zuntz, 72, tysk fysiolog.
- 24 mars – William J. Browning, 69, amerikansk republikansk politiker, kongressledamot 1911–1920.

### Andra kvartalet

#### April
- 1 april – Case Broderick, 80, amerikansk jurist och republikansk politiker, kongressledamot 1891–1899.
- 6 april – George Madison Adams, 82, amerikansk demokratisk politiker, kongressledamot 1867–1875.
- 8 april – Julius Elster, 65, tysk fysiker.
- 9 april – Moritz Cantor, 90, tysk matematikhistoriker.
- 12 april – Teresa de Los Andes, 19, chilensk karmelitnunna, helgon.
- 25 april – Clarine Seymour, 21, amerikansk skådespelare.

#### Maj
- 1 maj – Margaret av Connaught, 38, kronprins Gustaf (VI) Adolfs första gemål.
- 14 maj – Karl Nissen, 41, norsk pianist.
- 16 maj – Levi P. Morton, 96, amerikansk republikansk politiker, USA:s vicepresident 1889–1893.
- 17 maj – Jean-Louis Pascal, 82, fransk arkitekt.
- 21 maj – Venustiano Carranza, 60, mexikansk president, mördad.
- 22 maj – Hal Reid, amerikansk skådespelare och regissör.

#### Juni

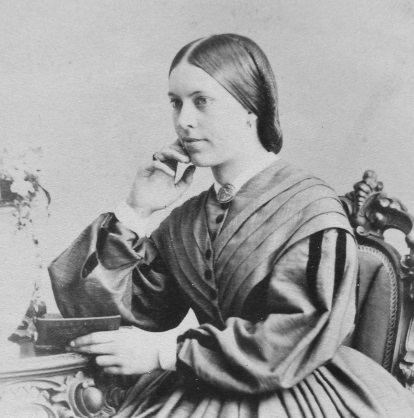
Den kanadensiska kvinnorättsaktivisten Jessie Turnbull avled den 1 juni, 74 år gammal.

- Den kanadensiska kvinnorättsaktivisten Jessie Turnbull avled den 1 juni, 74 år gammal.1 juni – Jessie Turnbull, 74, kanadensisk kvinnorättsaktivist.
- 5 juni
  - Charles Jensen, 34, dansk gymnast.
  - Frank Moss, 60, amerikansk jurist, författare och politisk aktivist.
- 6 juni – Henrik Scharling, 84, dansk teolog.
- 8 juni – Augusto Righi, 69, italiensk fysiker.
- 10 juni – Carl Heinrich Cornill, 66, tysk teolog.
- 11 juni – Gustaf Hedberg, 61, svensk bokbindare.
- 13 juni – Essad Pascha Toptani, albansk militär och politiker.
- 14 juni
  - Con Corbeau, 35, kanadensisk ishockeyspelare.
  - Anna Maria Mozzoni, 83, italiensk feminist och journalist.
  - Gabrielle Réjane, 64, fransk skådespelare.
  - Max Weber, 56, tysk sociolog och nationalekonom.
- 17 juni – Gustaf Zander, 85, svensk läkare.
- 18 juni – Jewett W. Adams, 84, amerikansk demokratisk politiker, guvernör i Nevada 1883–1887.
- 20 juni
  - Robert Friedberg, 68, tysk nationalekonom och politiker.
  - Ludwig Gattermann, 60, tysk kemist.
- 21 juni
  - Adolphe Carnot, 81, fransk mineralog.
  - Gaetano Previati, 67, italiensk målare.
- 23 juni – Edvard Möller, 32, svensk friidrottare.
- 24 juni – Otto Harrassowitz, 74, tysk förläggare.
- 27 juni – Hack Kampmann, 63, dansk arkitekt.
- 29 juni – Hanna Rothman, 63, finländsk skolledare.
- 30 juni – Grigorij Potanin, 84, rysk upptäcktsresande.

### Tredje kvartalet

#### Juli

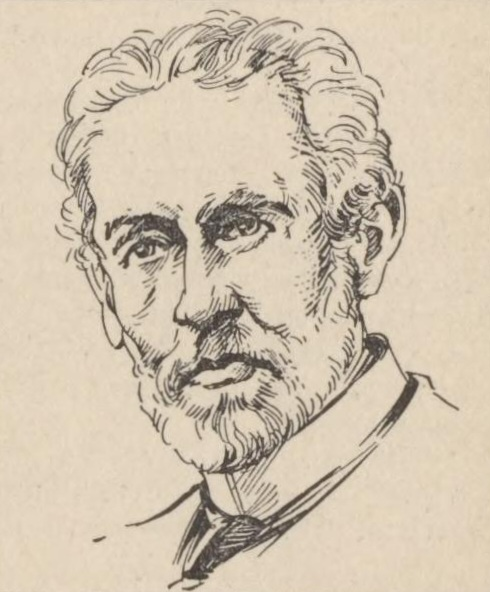
Den tyske filosofen och pedagogen Otto Willmann avled den 1 juli, 81 år gammal.

- Den tyske filosofen och pedagogen Otto Willmann avled den 1 juli, 81 år gammal.1 juli – Otto Willmann, 81, tysk filosof och pedagog.
- 3 juli – William C. Gorgas, 65, amerikansk läkare.
- 4 juli – Max Klinger, 63, tysk konstnär.
- 7 juli – Alexander Supan, 73, österrikisk geograf.
- 10 juli – John Arbuthnot Fisher, 79, brittisk sjömilitär.
- 11 juli – Eugénie de Montijo, 94, fransk kejsarinna.
- 14 juli
  - Heinrich Friedjung, 69, österrikisk historiker.
  - Albert von Keller, 76, schweizisk målare.
- 16 juli – Gyula Benczúr, 76, ungersk målare.
- 17 juli – Christopher Bruun, 80, norsk präst.
- 18 juli – Joakim av Preussen, 29, tysk prins.
- 22 juli – May Wright Sewall, 76, amerikansk kvinnorättsaktivist och pacifist.
- 24 juli – Ludwig Ganghofer, 65, tysk författare.
- 26 juli – Friedrich August von Kaulbach, 70, tysk målare.
- 30 juli – Anders Gustaf Dalman, 72, Sveriges sista skarprättare.
- 31 juli – Lokmanya Tilak, 64, indisk politiker.

#### Augusti
- 22 augusti – Anders Zorn, 60, svensk konstnär[2].
- 26 augusti
  - Guillaume Berggren, 85, svensk fotograf, verksam i Istanbul.
  - James Wilson, 85, amerikansk politiker, USA:s jordbruksminister 1897–1913.
- 29 augusti – Léon-Adolphe Amette, 69, fransk kardinal, ärkebiskop av Paris.

#### September
- 5 september – Robert Harron, 27, amerikansk skådespelare.
- 10 september – Olive Thomas, 25, amerikansk skådespelare.
- 16 september – Dan Andersson, 32, svensk författare och poet (död i cyanväteförgiftning på hotell i Stockholm).
- 25 september – Aleksej Polivanov, 65, rysk general.
- 27 september – Ewert Camitz, 65, svensk disponent och politiker (liberal).

### Fjärde kvartalet

#### Oktober
- 2 oktober – Winthrop M. Crane, 67, amerikansk republikansk politiker, guvernör i Massachusetts 1900–1903 och senator 1904–1913.
- 7 oktober – Yves Delage, 66, fransk zoolog.
- 11 oktober – Alfred Petersson i Påboda, 60, svensk politiker.
- 18 oktober – Matti Helenius-Seppälä, 50, finländsk nykterhetsman.
- 19 oktober – John Reed, 32, amerikansk journalist.
- 20 oktober – Max Bruch, 82, tysk kompositör.
- 25 oktober – Alexander I, 27, kung av Grekland 1917–1920.

#### November
- 4 november – Ludwig von Struve, 62, rysk astronom.
- 24 november – Alexandru Macedonski, 66, rumänsk författare.

#### December
- 10 december – Horace Elgin Dodge, 52, amerikansk bilindustripionjär.
- 16 december – Paris Gibson, 90, amerikansk demokratisk politiker och affärsman, senator 1901–1905.
- 17 december – Arthur Thesleff, 49, finländsk botaniker.

## Nobelpris[25]
- Fysik – Charles Edouard Guillaume, Schweiz
- Kemi – Walther Nernst, Tyskland
- Medicin – August Krogh, Danmark
- Litteratur – Knut Hamsun, Norge
- Fred – Léon Bourgeois, Frankrike